# 勒普卢瓦龙
勒普卢瓦龙（法語：Le Ployron，法語發音：[lə plwaʁɔ̃]）是法国瓦兹省的一个市镇，位于该省北部偏东，属于克莱蒙区。

## 历史
1825年，勒普卢瓦龙同市镇勒特龙夸（Le Tronquoy）和沃（Vaux）并入市镇勒弗雷图瓦（Le Frétoy）。1832年，勒普卢瓦龙从勒弗雷图瓦脱离。

## 地理
勒普卢瓦龙（49°35'7"N, 2°35'4"E）面积4.18 平方千米，位于法国上法蘭西大區瓦兹省，该省份为法国北部内陆省份，北起索姆省，西接厄尔省和滨海塞纳省，南至塞纳-马恩省和瓦兹河谷省，东临埃纳省。
与勒普卢瓦龙接壤的市镇（或旧市镇、城区）包括：栋夫龙、勒弗雷图瓦-沃、戈当维莱、特里科、吕伯库尔。
勒普卢瓦龙的时区为UTC+01:00、UTC+02:00（夏令时）。

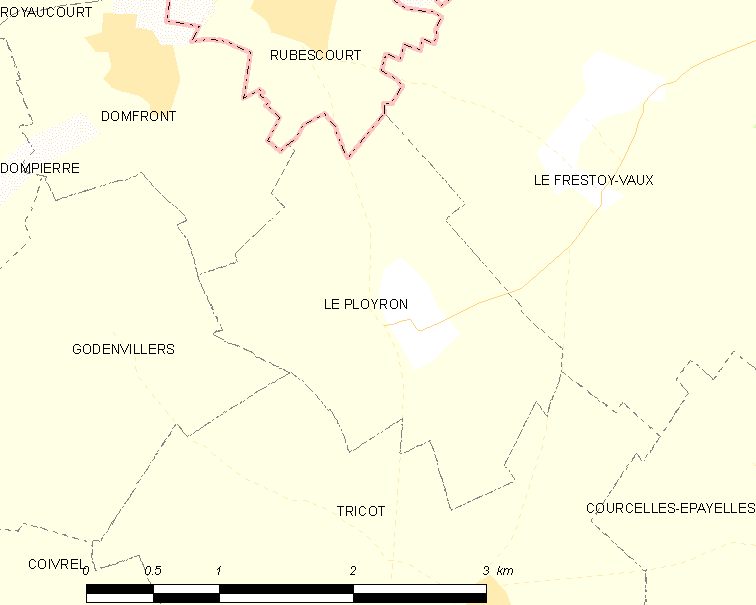
勒普卢瓦龙的OSM定位图

## 行政
勒普卢瓦龙的邮政编码为60420，INSEE市镇编码为60503。

## 政治
勒普卢瓦龙所属的省级选区为埃斯特雷圣但尼县。

## 人口

1962-2008年间勒普卢瓦龙人口变化图示

勒普卢瓦龙于2022年1月1日时的人口数量为112人。